# Norops birama
Norops birama är en ödleart som beskrevs av  Garrido 1990. Norops birama ingår i släktet Norops och familjen Polychrotidae. Inga underarter finns listade i Catalogue of Life.